# Rajd na Dieppe
Rajd na Dieppe (operacja Jubilee, wcześniejszy kryptonim Rutter) – desant przeprowadzony przez aliantów 19 sierpnia 1942 na francuskim wybrzeżu w rejonie portowego miasta Dieppe.

## Decyzja o lądowaniu
Na początku 1942 roku sytuacja aliantów w Europie była bardzo trudna. Wehrmacht, mimo klęski pod Moskwą, nadal przeważał nad Armią Czerwoną. Józef Stalin wiedział, że bez pomocy sojuszników i otwarcia drugiego frontu w Europie jego armia nie wytrzyma długo walk z Niemcami. Pomysł inwazji został podchwycony przez Franklina Roosevelta, który nakazał rozpoczęcie przygotowań. Plan operacji o kryptonimie Sledgehammer, przygotowany przez George’a Marshalla przy silnym wsparciu ze strony dowódcy United States Navy adm. Ernesta Kinga, został przedstawiony 1 kwietnia 1942 roku prezydentowi Rooseveltowi, a następnie 10 kwietnia Brytyjczykom. Mimo nacisków zarówno Marshalla i Kinga, jak i Stalina, Winston Churchill sprzeciwił się tym zamierzeniom, uznając operację we wrześniu 1942 roku za nierealną do przeprowadzenia, domagając się w zamian przeprowadzenia operacji desantowej w Afryce, gdzie niemiecki Afrika Korps zagrażał brytyjskim posiadłościom tam i na Bliskim Wschodzie. Według Brytyjczyków, brakowało sprzętu desantowego, a wilcze stada na Atlantyku skutecznie uniemożliwiłyby przerzucenie oddziałów inwazyjnych. Obawiając się, że odmowa spowoduje, iż Stany Zjednoczone całkowicie zaangażują się w wojnę na Pacyfiku, zdecydował się jednak podjąć próbę lądowania na niewielkim odcinku francuskiego wybrzeża. Generał Marshall zrozumiał to jednak inaczej i poinformował Waszyngton, iż rozmowy w sprawie inwazji zakończyły się sukcesem. W końcu 21 czerwca doszło do bezpośredniego spotkania Churchilla z Rooseveltem, na którym ustalono, że jeśli okaże się, iż powodzenie operacji jest mało prawdopodobne, zostanie ona odłożona. Desant pod Dieppe miał być operacją, której zadaniem było udowodnić, że inwazja na Europę jest niemożliwa. Jednak 8 lipca premier Wielkiej Brytanii wysłał depeszę do Waszyngtonu, w której stwierdził, że operacja Sledgehammer nie jest możliwa do zrealizowania w 1942 roku. W celu załagodzenia sporu 18 lipca przyjechali do Londynu generał Marshall, Harry Hopkins i admirał Ernest King. W końcu 22 lipca udało się dojść do porozumienia. Z inwazji zrezygnowano. Przygotowania do rajdu nie zostały jednak zatrzymane.

## Plan
Desant miał się odbyć w Dieppe, portowym miasteczku z kamienistą plażą otoczoną wysokim klifem. Plan akcji o kryptonimie „Rutter” stworzyli brytyjscy planiści z Dowództwa Operacji Połączonych pod kierownictwem lorda Mountbattena, przy współpracy Dowództwa Południowo-Wschodniego generała Montgomery’ego. W akcji miały wziąć udział dwie brygady z kanadyjskiej 2 Dywizji Piechoty, brytyjscy spadochroniarze, których celem miał być desant na obsadzone działami wzgórza w rejonie Berneval (na wschód od miasta) i Vasterival (na zachód od miasta). W operacji miało wziąć udział także 30 najnowszych czołgów Churchill (18 wersji Mk III, 5 Mk II i 7 Mk I, w tym 3 z miotaczem ognia). Jako wsparcie przydzielono 200 samolotów i 200 okrętów, z których największymi jednostkami miały być niszczyciele. Po udanym desancie, który poprzedzić miało huraganowe bombardowanie z morza i z powietrza i zdobyciu miasta, żołnierze mieli zniszczyć urządzenia portowe, zbadać umocnienia na wybrzeżu, zniszczyć baterie nabrzeżne i wraz z kilkoma jeńcami wrócić do Anglii. Ponadto RAF liczył na wciągnięcie Luftwaffe w wyniszczającą i zwycięską bitwę powietrzną, od której Niemcy uchylali się już od dawna. Rozpoczęcie operacji wyznaczono na początek lipca.
7 lipca ze względu na utrzymujące się złe warunki atmosferyczne operacja „Rutter” została odwołana, jednak Mountbatten naciskał na jej przeprowadzenie w późniejszym terminie. Dopiął swego i 22 lipca zapadła decyzja o przeprowadzeniu rajdu w sierpniu. W planie operacji nastąpiły pewne zmiany: zrezygnowano z desantu spadochroniarzy, ich zadania miały wykonać oddziały komandosów. Pospiesznie wznowiono przygotowania, lecz pod nowym kryptonimem – „Jubilee”. Nie udało się jednak zachować ich w tajemnicy przed Niemcami. Hitler już w lipcu, przeczuwając desant, nakazał przerzucenie z frontu wschodniego kilku jednostek (Dyw. SS „Das Reich”, Dyw. „Leibstandarte Adolf Hitler”, Dyw. Piech. „Grossdeutschland” oraz Brygady „Hermann Göring”).

## Atak
Akcją dowodzili komandor John Hughes Hallett (operacje morskie), generał John Hamilton Roberts (działania lądowe) oraz generał Trafford Leigh-Mallory (działania powietrzne). Zrezygnowano z długotrwałego przygotowania artyleryjskiego, uważając, że zaskoczenie ułatwi oddziałom wdarcie się na brzeg. Porzucono także pomysł uprzedniego bombardowania lotniczego z uwagi na mogące się pojawić straty wśród ludności cywilnej. Obawiano się także, iż zamiana miasta w gruzowisko utrudni działanie przewidzianych do akcji czołgów. O świcie 19 sierpnia rozpoczęło się lądowanie. Wzięło w nim udział 4961 Kanadyjczyków, 1075 Brytyjczyków i 50 Amerykanów. Na wschód i zachód od Dieppe wylądowały jednostki, których celem było zniszczenie baterii w Berneval i Varengeville i atak na miasto z flanki. Półtorej godziny później na plaży w Dieppe pojawiły się pierwsze jednostki.
Na lewej flance, w Varenville (plaża „Orange”) wylądowali żołnierze z brytyjskiego No 4 Commando. Bez większych problemów o godz. 6.40 zdobyto, a później zniszczono baterie, tracąc 11 zabitych i 46 zaginionych. O 7.30 rozpoczęli powrót do Anglii. W Pourville (plaża „Green”) barki desantowe osiągnęły brzeg o 4.52. Zanim Niemcy zorganizowali obronę, South Saskatechwan Regiment był już na plaży. Desant odbył się za daleko na zachód. Żołnierze musieli przedostać się na drugą stronę rzeki Scie. Jedyny most szybko został obsadzony przez Niemców i mimo pomocy Cameron Highlanders Kanadyjczykom nie udało się już przebić. Atakującym nie udało się także dotrzeć do radaru w Pourville i jedynie przecięli kable.

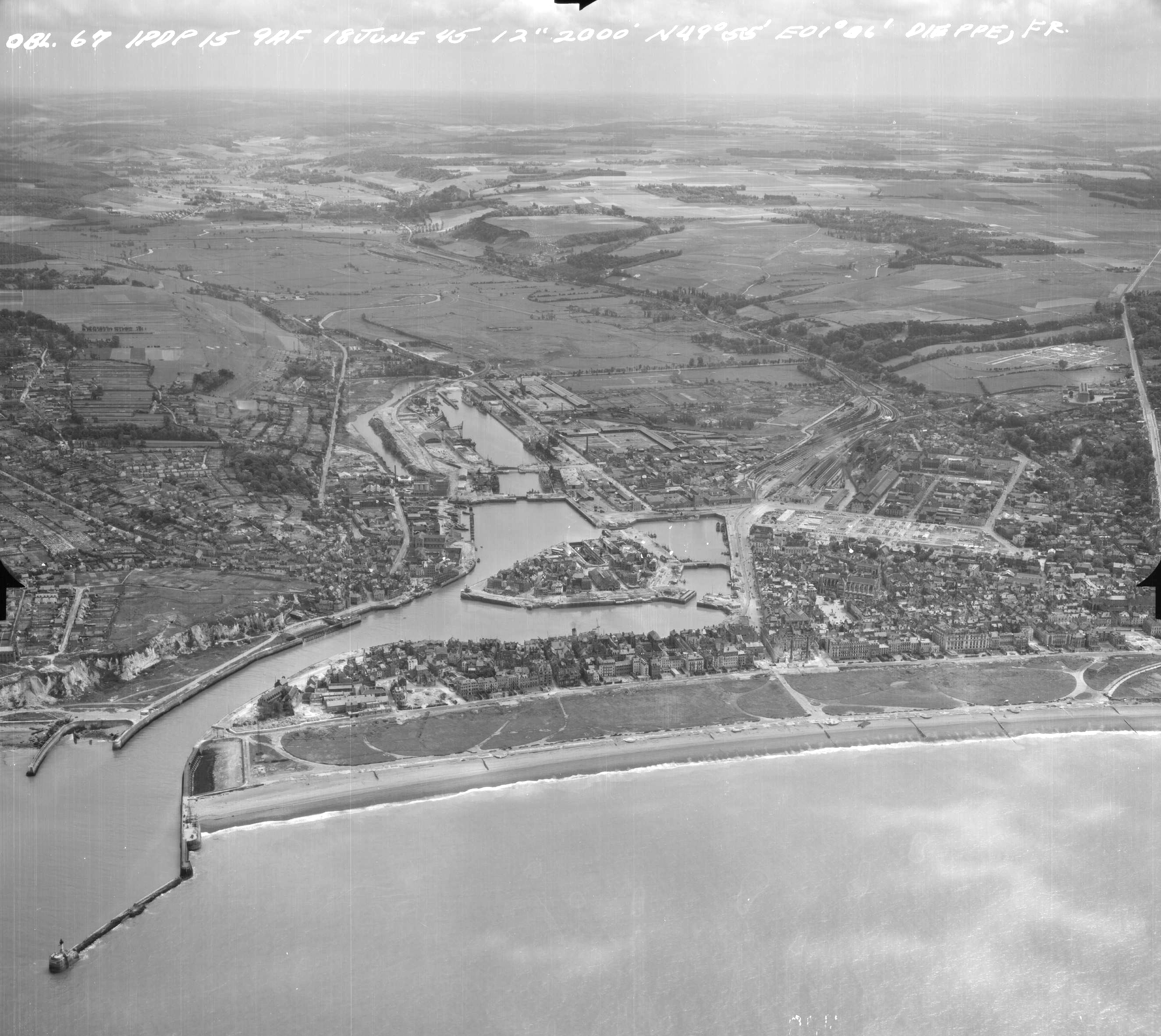
Dieppe i plaża „Red”. Zdjęcie lotnicze z czerwca 1945 r.

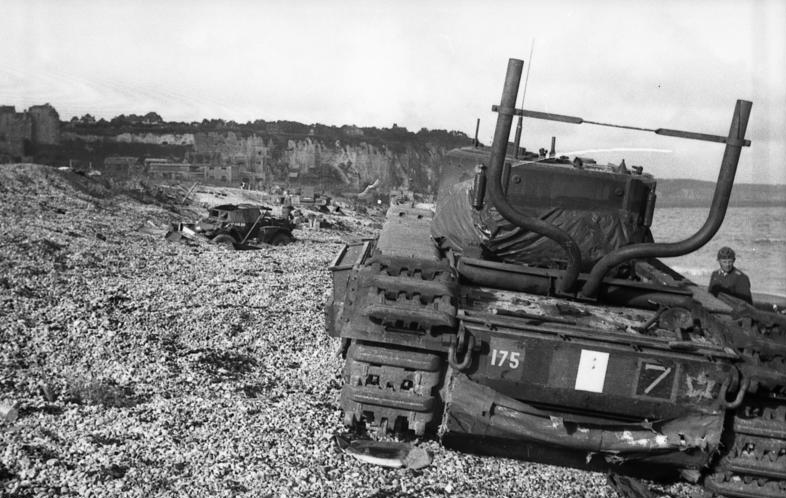
Porzucony czołg Churchill i samochód zwiadowczy Daimler Dingo na plaży w Dieppe

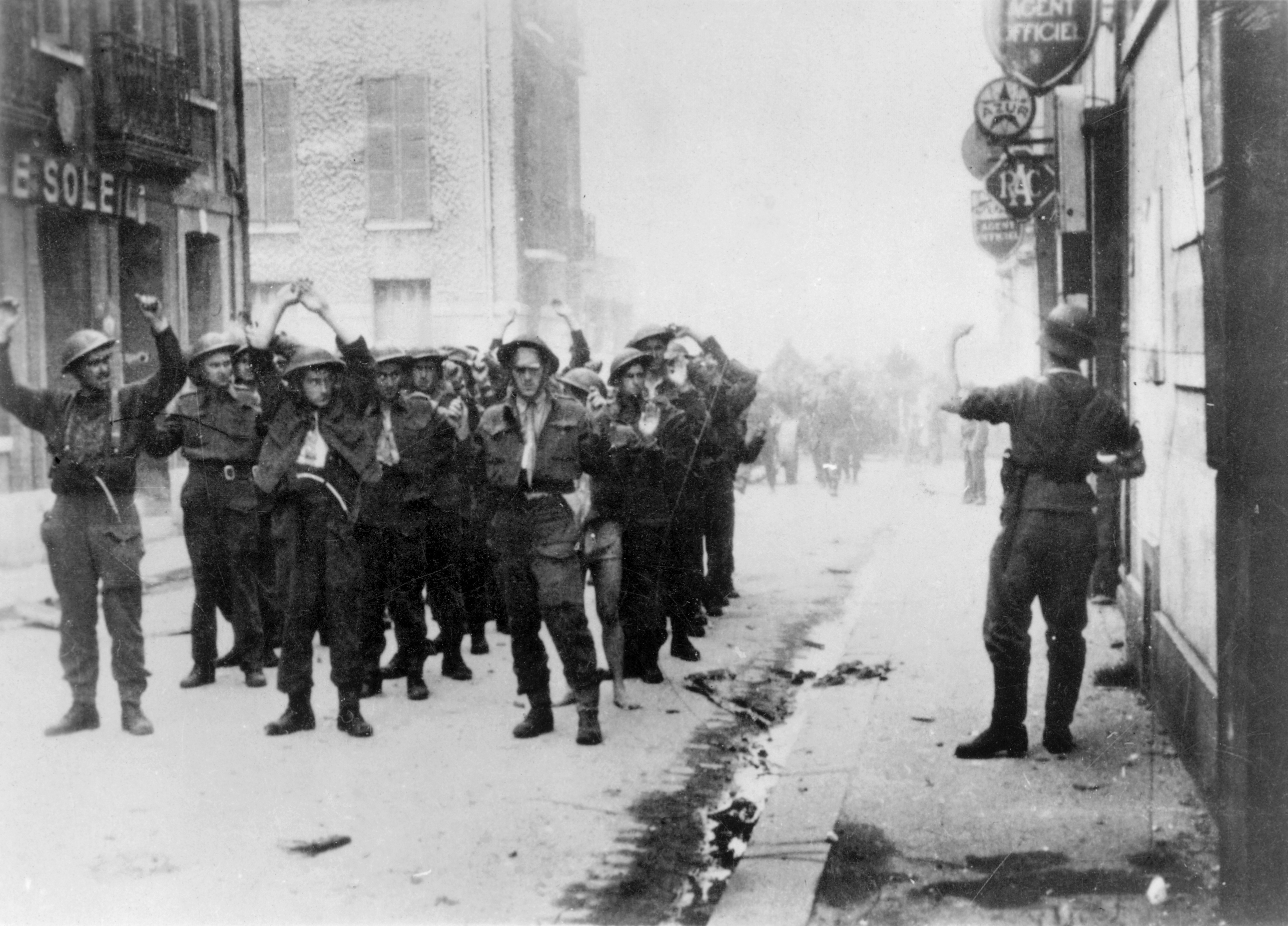
Żołnierze kanadyjscy w niewoli

Sytuacja na prawej flance już na godzinę przed lądowaniem wyglądała tragicznie. Jednostki mające dostarczyć żołnierzy w rejonie Berneval (plaża „Yellow”; 420 komandosów, 42 rangersów, 6 komandosów francuskich międzyalianckiego Commando oraz 4 żołnierzy specjalnej jednostki rozpoznania i łączności Kwatery Głównej) natknęły się na niemiecki konwój, który rozproszył alianckie jednostki. Okręty eskorty, niszczyciele ORP „Ślązak” i HMS „Brocklesby”, widziały walkę, lecz uznały, że ogień pochodzi z lądu i nie podjęły działań. Tylko 7 z 23 jednostek desantowych dotarło do brzegu. Załogi bunkrów, zaalarmowane wystrzałami, nie dały szans aliantom. Jeden z ocalałych okrętów desantowych z 18 komandosami na pokładzie dobił do brzegu po drugiej stronie Berneval, tuż koło baterii dział 150 mm. Nie mając odpowiedniego sprzętu, by ją zniszczyć, komandosi rozpoczęli ostrzał, skutecznie przeszkadzając załodze. Z tego oddziału na okręt powrócił tylko jeden żołnierz.
Royal Regiment of Canada i oddział Black Watch wylądowali pod Puys (plaża „Blue”). Niemcy byli już przygotowani, gdyż kilka jednostek desantowych przypłynęło za wcześnie. Ogień był tak silny, że nie było możliwości ewakuacji. Większość żołnierzy zginęła bądź dostała się do niewoli.
O godz. 5.15 pięć dywizjonów Hurricane’ów, w tym dwa polskie 302 i 303, rozpoczęło bombardowanie pozycji obronnych poprzednio ostrzeliwanych przez niszczyciele. Po pięciu minutach pod osłoną granatów dymnych na plaży w Dieppe wylądowali żołnierze z Essex Scottish Regiment (plaża „Red”) i Royal Hamilton Light Infantry (plaża „White”). Kanadyjczycy po wylądowaniu zasypani zostali ogniem niemieckiej obrony. Część niemieckich stanowisk usytuowana była na dwóch górujących znacznie nad plażami przylądkach, co wybitnie ułatwiało im prowadzenie skutecznego ognia. Dziesiątkowani ogniem karabinów maszynowych, dział i moździerzy Kanadyjczycy praktycznie nie wyszli z plaży. Jedynie Royal Hamilton Light Infantry udało się zdobyć ufortyfikowany budynek kasyna miejskiego, a dwie kilkunastoosobowe grupki żołnierzy przedarły się do miasta, gdzie zostały szybko rozbite. Czołgi Churchill z 14. Batalionu Pancernego Calgary Tanks miały lądować na plaży jednocześnie z piechotą, jednakże dotarły z opóźnieniem. Z 30 maszyn udało się wyładować 28, z czego 13 ugrzęzło na plaży. Pozostałe czołgi dotarły do nadmorskiego bulwaru, jednakże nie były się w stanie przebić do miasta przez betonowe zapory i jedynie jeździły po promenadzie. Część z nich wróciła na plażę, gdzie służyły jako ruchome bunkry.
Generał Roberts, który razem z kapitanem Hallettem przebywał na HMS „Calpe”, nie do końca orientował się w rozwoju sytuacji. W końcu wysłał rezerwowy batalion Les Fusiliers Mont-Royal na plażę „Red”. Barki desantowe przewożące Kanadyjczyków pod ostrzałem niemieckiej artylerii zboczyły mocno w prawo i jedynie część batalionu dotarła w rejon walk (na plażę „White”) o 7.04. Większość Fusiliers Mont-Royal trafiła na małą, ograniczoną klifami plażę, skąd nie mogli się ani wydostać, ani uczestniczyć w walce. W końcu zmuszeni zostali do poddania się Niemcom.
Generał Roberts, do którego docierały kolejne raporty o klęskach jego oddziałów, wydał rozkaz odwrotu, który rozpoczął się o godz. 11.00. Samoloty postawiły zasłonę dymną, a okręty podeszły do plaż, aby zabrać żołnierzy. W trakcie ewakuacji, prowadzonej pod ciężkim ogniem nieprzyjaciela, zatonęła część okrętów; zginęło także wielu próbujących uciec żołnierzy. O 12.20 wydano rozkaz zaprzestania ewakuacji.
Po zakończeniu ewakuacji alianckie okręty były nadal atakowane przez niemieckie lotnictwo. Samolotom Luftwaffe udało się m.in. zatopić niszczyciel HMS „Berkeley”. W bitwie powietrzno-morskiej wyróżnił się ORP „Ślązak”, który zestrzelił cztery samoloty wroga.
Ogółem podczas bitwy zginęło bądź dostało się do niewoli 3367 żołnierzy kanadyjskich (w tym ok. 907 zostało zabitych), 270 brytyjskich, 550 marynarzy Royal Navy. Straty w sprzęcie to 30 czołgów i 106 samolotów. Po stronie niemieckiej poległo bądź odniosło rany ponad 600 żołnierzy (333 żołnierzy piechoty, 113 marynarzy i 162 członków personelu latającego i naziemnego Luftwaffe).
Alianci przecenili swoje siły także w kwestii bitwy powietrznej. Zmodernizowane niemieckie samoloty Focke-Wulf Fw 190 wzięły górę nad siłami RAF-u, które w przeciwieństwie do swojego przeciwnika nie miały możliwości uzupełniania z pobliskich, francuskich lotnisk paliwa oraz amunicji i utraciły 106 samolotów, przy zestrzeleniu 48 niemieckich maszyn.

## Teoria „Szabru Enigmy”
Kanadyjski historyk wojskowy David O’Keefe, w ramach badań prowadzonych przez 15 lat ujawnił sto tysięcy stron tajnych brytyjskich archiwów wojskowych dokumentujących misję Szaber (ang. Pinch), nadzorowaną przez Iana Fleminga (najlepiej znanego później jako autora powieści o agencie MI6 Jamesie Bondzie), a prowadzoną równocześnie z najazdem na Dieppe. O’Keefe twierdzi, że w ramach tej misji oddział komandosów nr 30 został wysłany do Dieppe z zadaniem niepostrzeżonego wykradzenia podczas walk jednej z nowych, ulepszonych dodaniem kolejnego wirnika, wówczas już czterowirnikowych niemieckich maszyn kodujących Enigma, wraz z powiązanymi książkami kodowymi i arkuszami ustawień wirników. Celem akcji był hotel „Moderne” w Dieppe, siedziba niemieckiej admiralicji, gdzie znajdowały się nowe Enigmy. Wydział Wywiadu Marynarki (ang. Naval Intelligence Division - NID) zaplanował akcję w celu przekazania tego sprzętu kryptografom w Bletchley Park, aby ułatwić odszyfrowywanie w ramach projektu Ultra. Według O’Keefe’a obecność innych żołnierzy lądujących w Dieppe miała rozproszyć uwagę Niemców i wesprzeć jednostki komandosów którym wydano rozkaz dotarcia do niemieckiej kwatery głównej admiralicji i przejęcia Enigmy; mieli walką maskowć cel uzyskania Enigmy.
Plan przewidywał przedarcie się oddziałów lądujących na plażach na tyły portu Dieppe i obezwładnienie znajdujących się tam na wysokim klifie niemieckich pozycji obronnych, po czym 30. Jednostka Szturmowa (ang. 30th Commando Assault Unit), miała wpłynąć do portu na okręcie „HMS Locust” i zdobyć budynek niemieckiej admiralicji, jako łup zabierając maszyny Enigma i związane z nimi dokumenty. „HMS Locust” był kanonierką rzeczną typu „Dragonfly”. Następnie dokumenty miały być dostarczone na znajdujący się na morzu, niedaleko Dieppe, okręt „HMS Fernie”, gdzie miały być przekazane Ianowi Flemingowi jednemu z pomysłodawców i organizatorów 30. Jednostki Szturmowej – elitarnej jednostki brytyjskich komandosów powołanej do gromadzenia informacji wywiadowczych, współpracującemu z admirałem Johnem Godfreyem, dyrektorem Wywiadu Królewskiej Marynarki Wojennej. Po uzyskaniu zdobyczy „HMS Fernie” miał natychmiast dostarczyć je do najbliższego portu brytyjskiego, skąd miały być przetransportowane w tajemnicy do Bletchley Park. Według O’Keefe’a 30. Jednostka Szturmowa operowała też jako 40. Jednostka Szturmowa Królewskiej Marynarki (ang. 40RM Commando) pod wodzą Herberta Oliviera Huntington-Whitleya (który uczęszczał do Eton College wraz z Ianem Flemingiem), wnuka premiera Stanleya Baldwina i kuzyna Rudyarda Kiplinga. 
Po wyposażeniu niemieckich okrętów podwodnych oraz marynarki wojennej na Morzu Śródziemnym w czterowirnikowe Enigmy, brytyjscy kryptolodzy utracili zdolność odczytywania wiadomości kodowanych nową wersją maszyny. Skutkiem tego alianci zaczęli przegrywać bitwę na Atlantyku, gdzie niemieckie okręty podwodne zatapiały konwoje z zaopatrzeniem dla Wysp Brytyjskich, a kampania w Afryce Północnej zaczęła się przechylać na stronę niemiecką.
Rajd nie osiągnął zaplanowanego celu, komandosom z „HMS Locust” nie udało się dotrzeć do portu ani na statku, ani na łodziach, na które przesiedli się po nieudanej z powodu niemieckiego ostrzału artyleryjskiego próbie wejścia okrętem do portu. Miało się tak stać z powodu złej koordynacji działań i utraty elementu zaskoczenia przez kilkunastominutowe spóźnienie desantu na plażach, o co O’Keefe obwiniał głównodowodzących akcją, a nawet samego Churchilla.
Ostatecznie brytyjscy kryptolodzy uzyskali potrzebne do złamania kodu informacje pół roku później.
Jednak 30. Jednostka Szturmowa  została utworzona, jako Jednostka Wywiadu Specjalnego, we wrześniu 1942 r. (miesiąc po ataku na Dieppe), składając się z 33 żołnierzy wojsk piechoty morskiej (ang. Royal Marines), 34 żołnierzy armii, 35 lotników RAF, i 36 żołnierzy Marynarki Wojennej (ang. Royal Navy). Oddział został później przemianowany na 30 Jednostkę Szturmową Marynarki, Specjalny Oddział Inżynieryjny (ang. 30 RN Commando, Special Engineering Unit). 
W późniejszych badaniach ustalono, że jednostką biorącą udział w ataku na Dieppe był oddział nr 3 międzyalianckiej Jednostki Szturmowej nr 10 komandosów, znany jako Jednostka „X” (ang. X-Troop).
W sierpniu 2017 r. historyk marynarki wojennej Eric Grove opisał „Szaber Enigmy” jako „bardziej odzwierciedlenie współczesnej fascynacji tajnymi danymi wywiadowczymi niż rzeczywistość z 1942 roku”. Uzyskanie użytecznych informacji wywiadowczych było jego zdaniem jednym z celów – w tym przechwycenie czterowirnikowej maszyny szyfrującej Enigma, ale był to jeden z wielu celów. Grove konkluduje, że atak na Dieppe nie był, jak twierdzono, zasłoną dla wykradzenia Enigmy, a także wskazuje, że decyzja o utworzeniu wywiadowczych jednostek szturmowych w celu zebrania materiałów wywiadowczych została podjęta dopiero po wydaniu rozkazu operacji Jubilee (rajdu na Dieppe).
Leah Garret w swojej książce „Jednostka X: Tajne Żydowskie Jednostki Szturmowe Drugiej Wojny Światowej” (ang. X-Troop: The Secret Jewish Commandos of World War Two) z 2021 roku, przedstawiła nowe dowody na poparcie wniosku O'Keefe, że rajd na Dieppe był przykrywką dla włamania się do kwatery głównej niemieckiej admiralicji. Utworzono brytyjską jednostkę złożoną z antyhitlerowskich Niemców, którzy uciekli z Sudetów; pięcioosobowy zespół z Jednostki X (ang. X Troop) miał włamać się do pomieszczenia z maszyną Enigma w Dieppe i zabrać maszynę i książki kodowe (potrzebni byli ludzie mówiący po niemiecku, aby zidentyfikować odpowiednie dokumenty kodowe i być może przesłuchać wziętych jeńców). Garret znalazła wcześniej tajny raport z akcji napisany przez „Maurice’a Latimera”, noszącego zanglicyzowane nazwisko sudeckiego Niemca, jedynego który wrócił z misji. W raporcie tym poinformował on, że otrzymał rozkaz „udania się natychmiast do niemieckiej kwatery głównej w Dieppe w celu odebrania wszystkich wartościowych dokumentów itp., w tym, jeśli to możliwe, nowego niemieckiego respiratora” (prawie na pewno słowo kodowe odnoszące się do maszyny Enigma). Misja nie powiodła się, jeden członek jednostki szturmowej zginął, inny został ciężko ranny, a dwóch wzięto do niewoli.

## Podsumowanie
Dowództwo sprzymierzonych wysunęło z przebiegu operacji szereg wniosków na temat przygotowania operacji desantowych. Stwierdziło ono, że powodzenie w lądowaniu uzależnione jest od spełnienia pięciu warunków:
- Zdobycie całkowitej przewagi w powietrzu nad lotnictwem wroga.
- Zniszczenie lub przynajmniej sparaliżowanie działalności nieprzyjacielskich umocnień, punktów oporu, stanowisk ogniowych itp. jeszcze przed wyrzuceniem pierwszego oddziału desantowego.
- Stworzenie osobnych jednostek marynarki, specjalnie przygotowanych i wyćwiczonych w operacjach desantowych.
- Po zdobyciu przyczółka – należyte przygotowanie do odparcia kontrataków; bez porównania trudniejszą częścią operacji jest bowiem utrzymanie przyczółka, niż wyrzucenie desantu na ląd.
- Postawienie w odwodzie jednostek morskich, dysponujących silną artylerią. Najdogodniejsze do tego celu jest użycie pancerników lub monitorów.

Operacja ta wykazała, że alianci nie są w stanie przeprowadzić operacji lądowania na kontynencie bez długotrwałych przygotowań i odpowiedniego sprzętu desantowego. Należało zwrócić szczególną uwagę na poprawę łączności, która w czasie operacji zawiodła, uniemożliwiając dowódcom ocenę sytuacji, oraz udoskonalić metody niszczenia przeszkód dla czołgów i piechoty. Okazało się także, że w początkowej fazie przyszłej inwazji nie można było liczyć na zdobycie portów, trzeba więc było znaleźć alternatywny sposób dostarczenia zaopatrzenia. Z tymi i innymi problemami musieli się uporać alianccy stratedzy przed przystąpieniem do podboju Francji.
We współczesnej ocenie historyków operacja pod Dieppe była aktem natury politycznej, a nie militarnej. W interesie Brytyjczyków było zaspokojenie żądań Stalina rozpoczęcia działań przeciwko III Rzeszy, przy jednoczesnym wykazaniu, że nie są oni przygotowani do utworzenia drugiego frontu w Europie. Tym można tłumaczyć zarówno słabe przygotowanie samej operacji, jak i symboliczny udział wojsk amerykańskich w rajdzie, mimo iż prezydent Roosevelt był głównym zwolennikiem operacji po stronie aliantów.
Rajd na Dieppe miał też doniosłe konsekwencje po drugiej stronie świata – na Pacyfiku. Po zwycięstwie pod Midway, rozczarowany admirał King stwierdził iż skoro Brytyjczycy nie chcą walczyć w Europie, to Amerykanie nie będą siedzieć bezczynnie na Pacyfiku. Mimo więc swojego gorącego wsparcia dla ustalonej podczas Konferencji Arkadia zasady „Germany First”, rozpoczął przygotowania do pierwszej amerykańskiej dużej akcji zaczepnej na Pacyfiku - lądowania na Guadalcanalu w operacji Watchtower, które rozpoczęło kampanię na Wyspach Salomona – najdłuższą kapanię wojenną na Pacyfiku.